# Lola Glaudini
Lola Glaudini (Nueva York, 24 de noviembre de 1971) es una actriz estadounidense, hija del dramaturgo Roberto Glaudini.
Tuvo un papel en la serie de HBO The Sopranos como la agente Deborah Ciccerone-Waldrup. Anteriormente, apareció en NYPD Blue como Delores Mayo, una ayudante de oficina adicta a la heroína. 
En septiembre de 2005 comenzó a actuar en la serie Mentes criminales, un drama criminalístico de la cadena televisiva CBS, con el personaje de Elle Greenaway, una exagente de la Brigada de Investigaciones Criminales de Seattle asignada entonces a la Unidad de Análisis de Conducta del FBI. Dejó la serie en el sexto episodio de la segunda temporada, según afirma el productor Ed Bernero, porque no le gustaba tener que vivir en Los Ángeles para rodar, prefiriendo así mudarse a la Costa Este, aunque Lola ha declinado hacer declaraciones al respecto.
También apareció en la serie de Agents of SHIELD, apareciendo en la quinta temporada como la madre de Alondra, una niña que ve el futuro y lo plasma a través de dibujos y que es quien salva a los protagonistas en sus aventuras de esta temporada. Desgraciadamente Robin Hinton, a quien interpreta, es asesinada por el agente Talvot, quien intenta cumplir las órdenes de Hydra. En 2018 se incorporó a la sexta temporada de la serie Ray Donovan, interpretando a Anita Novak, una abogada candidata a la alcaldía de Nueva York.